# Kepler-197e
Kepler-197e es un planeta extrasolar que forma parte de un sistema planetario formado por al menos cuatro planetas. Orbita la estrella denominada Kepler-197. Fue descubierto en el año 2014 por la sonda Kepler por medio de tránsito astronómico.